# Fermí Reixach
Fermí Reixach García (Lloret de Mar, Gerona, 21 de agosto de 1946 - Lloret de Mar, 12 de junio de 2024) fue un actor español. Fraguado en el teatro, se subió por primera vez a un escenario a los doce años. Intervino en diversas películas, como: El muerto y ser feliz, La voz dormida, 23-F: la película.

## Biografía
Fermí Reixach García nació el 21 de agosto de 1946 en la localidad gerundense de Lloret de Mar. Estudió interpretación en el centro Ee T de Barcelona, con la dirección de Albert Boadella y Josep Montanyés, y en el Inre, también de Barcelona. Paralelamente, trabajó en varios espectáculos de teatro independiente y profesional: con él, con Guillermina Motta y con Josep Anton Codina. El actor fue miembro fundador del grupo teatral (1972) y del Teatre Lliure (1976).
Debutó oficialmente en teatro al fundar Els Comediants en la obra Catacroc en 1973, y en el cine con La campanada en 1980, dirigida por Jaime Camino, su realizador fetiche, con quien también trabajó en Luces y sombras en 1988.
Tras cuatro años de trabajo en el Lliure, en 1980 dio un giro a su carrera al obtener una beca de la Fundación Juan March y del Comité Conjunto Hispano-Norteamericano para ampliar sus estudios de interpretación en Nueva York, en el Stella Adler Institute, así como en el Ernie Martin Actor's Creative Studio, escuelas en las que se convirtió en un actor del método Stanislavski. Luego consiguió otra beca Ft para proseguir sus estudios en la ciudad de los rascacielos desde 1981 hasta mo oyente al Actor's Studio de Lee Strasberg, para seguir más adelante los cursos de Script interpretation en esa escuela.
Se consolidó profesionalmente en España y en Nueva York en los años 1982 y 1983, cuando protagonizó El rey Lear, Ederra y Don Juan Tenorio en escenarios de Madrid y grabó Don Juan Tenorio para la televisión.
En 1984 regresó a Barcelona definitivamente, donde volvió a los escenarios con Diario de un loco de Gógol, dirigida por Ernie Martin, uno de sus profesores en Nueva York. Su interpretación de esa obra significó el reconocimiento definitivo de sus dotes como intérprete en España. Diari d’un boig se convirtió en la producción más importante de su carrera, pieza que ha representado hasta la actualidad en escenarios de todo el mundo.
Desde entonces trabajó en Tío Vania, Edipo Rey, Edipo en Colono y El pare, entre otras. Y también produjo las lecturas dramatizadas de Veinte poemas de amor y una canción desesperada (de Pablo Neruda) y Un home apassionat (de varios poetas catalanes).
A finales de los años 80, intervino en varias películas (Luces y sombras, Matar al Nani, Daniya) que dieron un impulso a su carrera en el ámbito cinematográfico, labor que ha compaginado desde entonces con su dedicación al teatro. Posteriormente trabajó en tres temporadas es Guillem Almeda en la teleserie de TV3 La Riera.
Fermí Reixach protagonizó más de una treintena de montajes teatrales, e interveno en más de veinte películas y en numerosas series y producciones para la televisión.
Reixach hablaba e interpretaba en castellano, catalán e inglés, por lo que ha participado en producciones teatrales y cinematográficas en Europa, América Latina y Estados Unidos.
Falleció a los 77 años en su ciudad natal, Lloret de Mar, el 12 de junio de 2024.

## Premios y reconocimientos profesionales
- Candidatura a los como Mejor Actor Secundario por La mosquitera. 2011
- 2 candidaturas a los como Mejor Actor Protagonista a Mejor Actor Secundario por The frost (La escarcha). 2010
- Candidatura al premio al Mejor Actor Secundario por su papel en El Greco. 2008
- Mejor Actor en el Festival de Cine de Gijón y en la Semana de Cine de Murcia por el largometraje En el jardín. 1989
- Mejor Actor, concedido por su papel en la película Daniya. 1988
- Premio Ícaro de teatro de Diario 16 al Mejor actor del año por su interpretación en El rey Lear, Ederra y Don Juan Tenorio. 1983
- Premio de la Asociación de Espectadores de Teatro (AET) de Reus por su interpretación en Diari d’un boig. 1985
- Premio a la mejor película en el Festival de Barcelona por Bert.

## Trayectoria cinematográfica, televisiva y teatral

### Cine

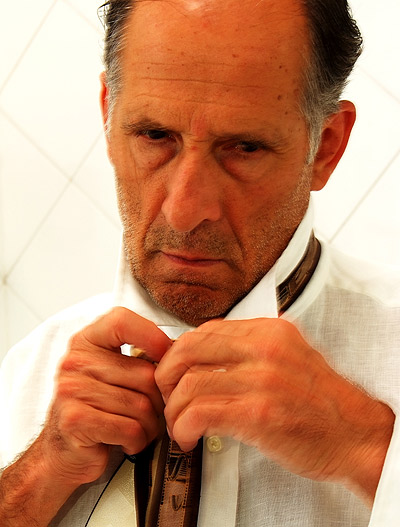
Fermí Reixach.

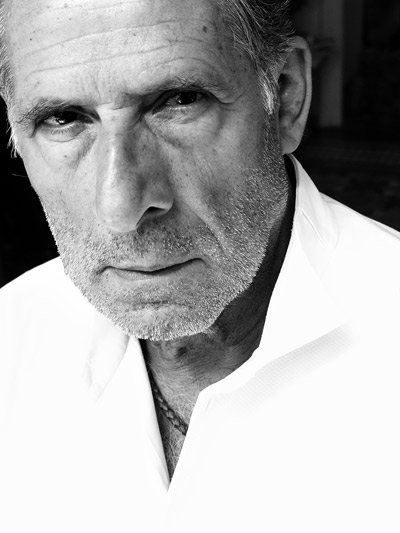
Fermí Reixach.

| Año  | Película                                    | Personaje                               | Dirección           |
| ---- | ------------------------------------------- | --------------------------------------- | ------------------- |
| 2012 | La salazón                                  | Bolibart                                | Jesús Font          |
| 2012 | El muerto y ser feliz                       | Santiago                                | Javier Rebollo      |
| 2012 | Veritas (corto)                             | Josep Font                              | Jesús Llungueras    |
| 2011 | La voz dormida                              | capellán de la cárcel                   | Benito Zambrano     |
| 2011 | La fría luz del día (The Cold Light of Day) | ex espía Carlos                         | Mabrouk El Mechri   |
| 2011 | Emergo                                      | Alan White                              | Carles Torrents     |
| 2011 | La isla del gozo (Ghost Track)              | Foster                                  | Fabrizzio Rosetti   |
| 2010 | 14 d'abril. Macià contra Companys           | Francesc Macià                          | Manuel Huerga       |
| 2010 | La mosquitera                               | Robert                                  | Agustí Vila         |
| 2010 | Animales domésticos                         | Ángel                                   | Xavi Giménez        |
| 2010 | La balada de l'estret                       | Genaro, el cura                         | Jaime Botella       |
| 2009 | Siempre hay tiempo. Héctor y Bruno          | Luis, amigo de Héctor                   | Ana Rosa Diego      |
| 2009 | Estació de l’oblit                          | Domingo, el protagonista                | Christian Molina    |
| 2008 | The Frost (La escarcha)                     | Mopsemand                               | Ferran Audí         |
| 2008 | El viaje vertical                           | Federico Mayol                          | Ona Planas          |
| 2008 | Azaña                                       | Lluís Companys                          | Santiago San Miguel |
| 2007 | El Greco                                    | Don Miguel de las Cuevas                | Yannis Smaragdis    |
| 2006 | El Coronel Macià                            | El Ministro de la Guerra, General Aznar | Josep Maria Forn    |
| 2006 | El perfume: Historia de un asesino          | Noble                                   | Tom Tykwer          |
| 2005 | L’est de la brúixola                        |                                         | Jordi Torrent       |
| 2004 | Iris                                        | Papicactus                              | Rosa Vergés         |
| 2002 | Darkness                                    | Villalobos                              | Jaume Balagueró     |
| 2002 | Semana Santa                                | Jefe Policía Rodríguez                  | Pepe Danquart       |
| 2001 | Mi dulce                                    | Padre - Mario                           | Jesús Mora          |
| 2000 | Faust: La venganza está en la sangre        | Inspector de policía Marino             | Brian Yuzna         |
| 1999 | Volavérunt                                  | Cardenal                                | Bigas Luna          |
| 1999 | Els ocells de la piscina                    |                                         | Miquel Ángel Rayó   |
| 1998 | Bert                                        | Bert                                    | Lluís Casasayas     |
| 1994 | L’enfonsament del Titanic                   | fotógrafo                               | Antonio Chavarrías  |
| 1993 | La febre d'or                               | pintor Gaspar                           | Gonzalo Herralde    |
| 1991 | Manila                                      |                                         | Antonio Chavarrías  |
| 1990 | La puñalada                                 | Rafael                                  | Jorge Grau          |
| 1989 | En el jardín                                | Policía                                 | Antonio Chavarrías  |
| 1989 | La noche oscura                             | Fray Gerónimo Tostado                   | Carlos Saura        |
| 1988 | Luces y sombras                             | Felipe IV                               | Jaime Camino        |
| 1988 | Daniya, jardín del harén                    | El capitán                              | Carles Mira         |
| 1988 | Matar al Nani                               | Richard                                 | Roberto Bodegas     |
| 1987 | Laura, del cielo llega la noche             |                                         | Gonzalo Herralde    |
| 1980 | La campanada                                | Enrique (ejecutivo)                     | Jaime Camino        |
| 1980 | Ave María                                   | Capitán                                 |                     |

### TV
| Año             | Título                                                        | Cadena y tipo de programa                                                          | Personaje             |
| --------------- | ------------------------------------------------------------- | ---------------------------------------------------------------------------------- | --------------------- |
| 2012            | Olor de colònia                                               | TV3 (teleserie)                                                                    | Viladomat             |
| 2012            | Concepción Arenal, la visitadora de cárceles                  | TVE (miniserie)                                                                    | Narrador              |
| 2012            | Carta a Eva                                                   | TVE (teleserie)                                                                    | Pacón                 |
| 2012            | La història d'un teatre lliure, 1976-2011 (en postproducción) | TV3 (documental)                                                                   | Él mismo              |
| 2010–actualidad | La Riera                                                      | TV3 (teleserie)                                                                    | Guillem Almeda        |
| 2011            | Polseres vermelles / Pulseras rojas                           | TV3 (teleserie)                                                                    | Dr. Alfredo           |
| 2010            | 23-F. La película                                             | TVE (TV movie-miniserie)                                                           | Nicolás Cotoner       |
| 2010            | Clara Campoamor, la mujer olvidada                            | TVE (TV movie)                                                                     | Alejandro Lerroux     |
| 2009            | La huella del crimen 3. El secuestro de Anabel                | TVE (miniserie)                                                                    | Álvaro Quintana       |
| 2008–2009       | Rhesus                                                        | TV3 (miniserie)                                                                    | policía retirado      |
| 2008            | Guante blanco                                                 | TVE (1 episodio: 8, El compendium)                                                 | Germán                |
| 2006-2007       | Mar de fons                                                   | TV3 (9 episodios: 2,3,4,5,6,7,8,11,40)                                             | Nofre Revert          |
| 2005            | Mar rojo                                                      | Telecinco (TV movie)                                                               | Anselmo               |
| 2005            | El cor de la ciutat                                           | TV3 (13 episodios) 637, 657, 666, 673, 687, 688, 706, 707, 712, 713, 716, 717, 718 | Juez                  |
| 2003            | Fragments                                                     | TV3 (TV movie)                                                                     | Ramos                 |
| 2002            | Diari d’un boig                                               | TV3 (teatro especial TV)                                                           | Funcionario Poprixin  |
| 2000            | Andorra. Entre el torb i la Gestapo                           | TV3 (miniserie)                                                                    | Dr. Coco              |
| 2000            | Aleph, lectures contades                                      | TV3: episodio William Shakespeare                                                  | él mismo              |
| 1996            | El pare                                                       | TVE Cataluña (TV movie)                                                            | Pare                  |
| 1995            | Jocs de rol                                                   | TV3 (TV movie)                                                                     | Policía               |
| 1991            | El Quijote de Miguel de Cervantes                             | TVE (miniserie)                                                                    | Cardenio              |
| 1990            | La punyalada                                                  | TV3 (miniserie) (3 capítulos)                                                      | Rafael                |
| 1989            | Entreacte de Manuel Cussó-Ferrer                              | TV3                                                                                | Inventor protagonista |
| 1988            | Daniya, jardín del harén de Carles Mira                       | versión para TV                                                                    | El capitán            |
| 1986            | Galeria oberta: Mel salvatge                                  | TV3, teatro en TV                                                                  | protagonista Platonov |
| 1986            | L’ombra de l'escorpí                                          | TVE Cataluña (TV movie)                                                            |                       |
| 1986            | Els visionaris                                                | TVE Cataluña (TV movie)                                                            |                       |
| 1983            | Estudio 1: Don Juan Tenorio V                                 | TVE (teatro especial TV)                                                           | Don Juan Tenorio      |
| 1980            | Quitxalla. Espacio: Embolica que fa fort                      | TVE Cataluña (4 episodios)                                                         | Oberó                 |
| 1980            | Novel•la: episodio El caçador invisible                       | TVE Cataluña (serie)                                                               | Actor                 |
| 1978            | Llibre dels fets del bon rei en Jaume                         | TVE Cataluña: episodio 5, 1.ª temporada                                            | Noble                 |
| 1976            | La Odisea                                                     | TVE y Els Joglars (serie)                                                          | Personajes varios     |
| 1976            | Hamlet                                                        | TVE (teatro en TV)                                                                 | Entierramuertos       |
| 1976            | La febre de l'or                                              | TVE (miniserie, 3 episodios)                                                       | Pintor Gaspar         |
| 1976            | Justícia fosca                                                | TVE (serie, capítulo 9)                                                            | Juez                  |
| 1976            | Civilitzats tantmateix                                        | teatro en TV                                                                       | protagonista          |

### Teatro
| Año       | Obra | Personaje                                                                  | Dirección                            | Lugar                                                                                                |
| --------- | --- | -------------------------------------------------------------------------- | ------------------------------------ | --- |
| 2012      | Pàtria de Jordi Casanovas | Rothko / Ramon                                                             | Jordi Casanovas                      | Teatre Lliure de Gràcia, Festival Temporada Alta Girona/Salt                                         |
| 2012      | El mestre i Margarita de Mijaíl Bulgakov (en producción) | El demonio                                                                 | Pep Tosar                            | Festival Temporada Alta Girona/Salt                                                                  |
| 2012      | 20 poemas de amor y una canción desesperada de Pablo Neruda (en producción) | recital de poesía dramatizada                                              | Fermí Reixach                        | Teatre de Lloret de Mar                                                                              |
| 2011      | Conte de Nadal (Cuento de Navidad) de Charles Dickens (en producción) | Mr. Ebenezer Scrooge                                                       | Ferran Audí                          | |
| 2009-2010 | Diari d’un boig. Bicentenari de Nikolai Gógol de N. Gógol | Funcionario Poprixin                                                       | Fermí Reixach                        | Sala Trono (Tarragona), Teatre del Mar (Palma de Mallorca), Versus Teatre (Barcelona)                |
| 2008      | Mystics de Música Aperta |                                                                            | Ignacio Alcover e Ignacio Uriagereka | National Gallery of Art de Washington, Estados Unidos                                                |
| 2007      | Diario de un loco de Nikolái Gógol | Funcionario Poprixin                                                       | Ernie Martin                         | Teatro Español, Madrid                                                                               |
| 2005      | Diari d’un boig de Nikolái Gógol | Funcionario Poprixin                                                       | Ernie Martin                         | Sala Almazén, Barcelona                                                                              |
| 2001-2005 | Veinte poemas de amor y una canción desesperada de Pablo Neruda | recital de poesía dramatizada con música de J.M. Arrizabalaga              |                                      | Teatre Lliure (Barcelona), Círculo de Bellas Artes (Madrid), Nueva York, etc                         |
| 1996      | El pare de August Strindberg | Padre                                                                      | Pere Planella                        | Teatre Lliure (Barcelona)                                                                            |
| 1995-2002 | Tío Vania de Anton Chéjov | Vania                                                                      | Miguel Narros                        | Barcelona, Madrid, Alicante, etc                                                                     |
| 1992      | Edipo en Colono y Edipo Rey de Sófocles | Edipo                                                                      |                                      | Teatro Romano de Mérida, Extremadura                                                                 |
| 1988      | Absències de Salvador Brotons y Miquel Martí i Pol | lectura dramatizada de los 13 poemas del autor sobre música del compositor |                                      | Palacio de la Música Catalana, Barcelona                                                             |
| 1987      | L’última copa de Harold Pinter |                                                                            |                                      | Teatre Lliure, Barcelona                                                                             |
| 1986      | Mel salvatge-Platonov de Anton Chéjov | Platonov                                                                   | Pere Planella                        | Teatre Lliure, Barcelona                                                                             |
| 1986      | La filla del Carmesí de Josep Maria de Sagarra |                                                                            |                                      | Teatre Romea, Barcelona                                                                              |
| 1985      | Diari d’un boig de Nikolai Gógol | Funcionario Poprixin                                                       | Ernie Martin                         | Teatre Romea, Barcelona                                                                              |
| 1983      | Ederra, de Ignacio Amestoy | Theo Burton                                                                | Miguel Narros                        | Teatro Español, Madrid                                                                               |
| 1983      | Don Juan Tenorio, de Zorrilla | Don Juan                                                                   | Miguel Narros                        | Teatro del Arte, Madrid                                                                              |
| 1982-1983 | El rey Lear, de William Shakespeare | Lear                                                                       | Miguel Narros                        | Sala Olimpia, Madrid                                                                                 |
| 1981      | El purgatorio de San Patricio, de Calderón de la Barca |                                                                            |                                      | St Patrick’s Cathedral, Nueva York                                                                   |
| 1980      | El balcó de Jean Genet | Juez                                                                       | Lluís Pasqual                        | Teatre Lliure, Barcelona                                                                             |
| 1979-1984 | Un home apassionat lectura dramatizada de poemas de varios autores: Joan Roís de Corella, Josep Carner, Miquel Martí i Pol, Josep Maria de Sagarra, Ausiàs March, Joan Maragall, Salvador Espriu, Joan Salvat Papasseit, Vicent Andrés Estellés, Joan Alcover, Bartomeu Rosselló-Pòrcel y Blai Bonet, con música de violoncelo interpretada por Ignacio Alcover. |                                                                            |                                      | Teatre Lliure (Barcelona), Gerona, Carnegie Recitall Hall y Spanish Institute de Nueva York, Boston. |
| 1979      | Hughie de Eugene O'Neill | Hughie                                                                     | Ernie Martin                         | Teatre Lliure, Barcelona                                                                             |
| 1979      | La bella Helena | Agamenón                                                                   | Pere Planella                        | Teatre Lliure, Barcelona                                                                             |
| 1979      | Les tres germanes de Anton Chéjov | Vierxinin                                                                  |                                      | Teatre Lliure, Barcelona                                                                             |
| 1979      | Consell d’amor | Diablo                                                                     |                                      | |
| 1978      | Hedda Gabler | J. Tessman                                                                 | Pere Planella                        | Teatre Lliure, Barcelona                                                                             |
| 1978      | Abraham i Samuel, de Víctor Haïm | Abraham                                                                    | Pere Planella                        | Teatre Lliure, Barcelona                                                                             |
| 1978      | La vida de Eduardo II de Inglaterra, de Christopher Marlowe | Eduard II                                                                  |                                      | Teatre Lliure, Barcelona                                                                             |
| 1977-1978 | Titus Andronicus de William Shakespeare | Titus                                                                      | Fabià Puigserver                     | Teatre Lliure, Barcelona                                                                             |
| 1977      | La cacatua verda | Pròsper                                                                    | Pere Planella                        | Teatre Lliure, Barcelona                                                                             |
| 1977      | La petita Mahagonny, de Bertolt Brecht, con música de Kurt Weill | P. Ackerman                                                                | Pere Planella                        | Teatre Lliure, Barcelona                                                                             |
| 1977      | Leonci i Lena, de Büchnes | Criado 2                                                                   |                                      | Teatre Lliure, Barcelona                                                                             |
| 1976      | Alias Serrallonga | Joan Sala, Alias Serrallonga                                               | Els Joglars                          | Barcelona                                                                                            |
| 1976      | Camí de nit, 1854 |                                                                            |                                      | Teatre Lliure, Barcelona                                                                             |
| 1974      | El pupilo quiere ser tutor |                                                                            | José Luis Gómez                      | Teatre Capsa, Barcelona                                                                              |
| 1973      | Non Plus Plis de Els Comediants | Clown                                                                      | Els Comediants                       | Barcelona                                                                                            |
| 1973      | Catacroc de Els Comediants | Clown                                                                      | Els Comediants                       | Barcelona                                                                                            |
| 1960-1972 | La filla de la mort |                                                                            | Grup d’Estudis Teatrals d’Horta      | Barcelona                                                                                            |
| 1960-1972 | L’ombra de l’escorpí |                                                                            | Grup d’Estudis Teatrals d’Horta      | Barcelona                                                                                            |
| 1960-1972 | Partenaire |                                                                            |                                      | Barcelona                                                                                            |
| 1960-1972 | Remena, nena |                                                                            | Josep Anton Codin                    | Barcelona                                                                                            |
| ?         | L’hort dels cirerers de Antón Chéjov |                                                                            | Lluís Pasqual                        | Teatre Lliure, Barcelona                                                                             |
| ?         | La tempesta de William Shakespeare |                                                                            | Calixto Bieito                       | Barcelona                                                                                            |

### Productor teatral
| Año       | Obra                                                            | Categoría | Notas                                                                                               | Lugar |
| --------- | --------------------------------------------------------------- | --- | --------------------------------------------------------------------------------------------------- | --- |
| 2009-2010 | Diari d’un boig. Bicentenari de Nikolai Gógol de N. Gógol       | Funcionario Poprixin | dirección, producción, interpretacioón y revisión del texto de Fermí Reixach y su compañía O'Teatre | Sala Trono (Tarragona), Teatre del Mar (Palma de Mallorca), Versus Teatre (Barcelona)                            |
| 2001-05   | Veinte poemas de amor y una canción desesperada de Pablo Neruda | recital de poesía dramatizada | con música de J.M. Arrizabalaga                                                                     | Teatre Lliure, Barcelona. Así como en el Círculo de Bellas Artes, Madrid y en Nueva York                         |
| 1979-84   | Un home apassionat                                              | lectura dramatizada de poemas de varios autores (Roïs de Corella, Carner, Martí i Pol, J.M. de Sagarra, A. March, Maragall, Espriu, Papasseit, Estellés, J. Alcover , Rosselló-Pòrcel y Bonet) | junto a la música de violoncelo interpretada por Ignacio Alcover                                    | Teatre Lliure (Barcelona), Girona, Carnegie Recitall Hall y Spanish Institute de Nueva York, Boston, entre otros |

### Otros
| Año  | Obra              | Categoría      | Notas |
| ---- | ----------------- | -------------- | --- |
| 1992 | Made in Barcelona | Programa de TV | Fermí Reixach entrevistó al escritor barcelonés Manuel Vázquez Montalbán en el capítulo dedicado a la literatura    |
| 1976 | Cançons de Lladre | LP Edigsa      | Grabación e interpretación de los temas musicales del disco, basados en canciones populares catalanas de bandoleros |